# Mészáros Zsolt Máté
Mészáros Zsolt Máté (Miskolc, 1992. február 23. –) Junior Prima-díjas magyar orgonaművész, Liszt-kutató, a Budapest-Belvárosi Nagyboldogasszony Főplébánia-templom zeneigazgatója.

## Pályafutása
Mészáros Zsolt Máté Junior Prima-díjas orgonaművész és Liszt-kutató egyike a legsikeresebb magyar orgonaművészeknek, a Budapest-Belvárosi Nagyboldogasszony Főplébánia-templom zeneigazgatója.
2018-ban szerezte meg kitüntetéses orgonaművész diplomáját a Liszt Ferenc Zeneművészeti Egyetemen, ahol jelenleg doktori tanulmányokat folytat. Tanárai Fassang László, Pálúr János és Ruppert István voltak.
Részt vett többek között Arvid Gast, Christoph Bossert, Hans-Ola Ericsson, Jürgen Essl, Michel Bouvard, Ton Koopman és Szathmáry Zsigmond mesterkurzusain.
Háromszor nyerte el a Fischer Annie előadó-művészeti ösztöndíjat (2016-ban, 2017-ben és 2019-ben), 2020-ban a Magyar Művészeti Akadémia három éves ösztöndíját, 2021-ben pedig az Új Nemzeti Kiválóság Program ösztöndíját. 2022-ben kiválasztották a Nemzeti Tehetség Program támogatásával megvalósuló TALENTn Tehetségek és Sikertörténetek sorozat fiatal példaképei közé.
Rendszeresen lép fel szólistaként Magyarország legjelentősebb koncerthelyszínein, a legrangosabb hazai zenekarok hangversenyeinek gyakori közreműködője. Az elmúlt években több száz hangversenyt adott Magyarországon, illetve Európa számos országának fesztiváljainak keretében, 2022-ben pedig nagy sikerrel mutatkozott be a tengeren túlon is, Philadelphiában.
2012-ben megnyerte a Filharmónia Magyarország pécsi orgonaversenyét. 2022-ben harmadik helyezést ért el a Filharmónia Magyarország zeneszerzés pályázatán.
Koncertjein gyakran hangzanak el saját orgonaátiratai, amelyek közül több nyomtatásban is megjelent a Partitúra Zeneműkiadó gondozásában.
Számos magyar zeneszerző figyelt fel a magyar zenekultúra népszerűsítése és az új zene megismertetése iránti elkötelezettségére és komponált műveket számára. Nevéhez számos magyar mű ősbemutatója fűződik.

## Díjai és elismerései
- Új Nemzeti Kiválóság Program ösztöndíja (2022)
- A Filharmónia Magyarország orgonaműírás pályázata – III. helyezett (2022)
- TALENTn Tehetségek és Sikertörténetek (2022)
- Új Nemzeti Kiválóság Program ösztöndíja (2021)
- Junior Prima-díj (2020)[2]
- A Magyar Művészeti Akadémia három éves művészeti ösztöndíja (2020)
- Fischer Annie előadó-művészeti ösztöndíj (2019)
- Fischer Annie előadó-művészeti ösztöndíj (2017)
- Fischer Annie előadó-művészeti ösztöndíj (2016)
- A Filharmónia Magyarország orgonaversenye (Pécs) ‒ I. helyezett (2012)

## Orgonaátiratai
- Bartók Béla: Három csíkmegyei népdal, Sz. 35a ‒ YouTube link
- Bartók Béla: Zene vonós hangszerekre, ütőkre és cselesztára, Sz. 106 ‒ I. Andante tranquillo
- Ludwig van Beethoven: Egmont-nyitány, op. 84
- Pjotr Iljics Csajkovszkij: A diótörő, op. 71 ‒ A cukortündér tánca
- Pjotr Iljics Csajkovszkij: A hattyúk tava, op. 20 (orgonaszvit) ‒ Jelenet; A kis hattyúk tánca; Keringő ‒ YouTube link
- Liszt Ferenc: Bevezetés a Szent Szaniszló oratóriumból ‒ YouTube link
- Wolfgang Amadeus Mozart: 14. (d-moll) vonósnégyes, K. 173 ‒ IV. Fúga
- Mogyeszt Petrovics Muszorgszkij: Egy kiállítás képei
- Richard Wagner: Az istenek alkonya ‒ Siegfrid gyászindulója ‒ YouTube link